# Brachypteracias leptosomus
Brachypteracias leptosomus е вид птица от семейство Brachypteraciidae, единствен представител на род Brachypteracias. Видът е световно застрашен, със статут Уязвим.

## Разпространение
Видът е разпространен в Мадагаскар.